# Bob Tough
Robert Tough, detto Bob (New York, 28 agosto 1920 – San Ramon, 7 aprile 1999), è stato un cestista e allenatore di pallacanestro statunitense, professionista nella ABL, nella NBL, nella BAA, nella NBA e nella NPBL.

## Palmarès
- All Tournament Second Team WPBT (1944)